# Dekanat Gościno
Dekanat Gościno – jeden z 24 dekanatów diecezji koszalińsko-kołobrzeska w metropolii szczecińsko-kamieńskiej. 
W skład dekanatu wchodzą następujące parafie:
- Charzyno, parafia pw. św. Franciszka z Asyżu
  - Niemierze
- Dygowo, parafia pw. Wniebowstąpienia Pańskiego
  - Czernin
  - Świelubie
- Gościno, parafia pw. św. Andrzeja Boboli
  - Unieradz
- Gorawino, parafia pw. MB Królowej Polski
  - Drozdowo
  - Starnin
- Karwin, parafia pw. św. Kazimierza
  - Ramlewo
  - Wartkowo
- Mierzyn, parafia pw. Trójcy Świętej
  - Parsowo
- Robuń, parafia pw. św. Piotra i Pawła
  - Karścino
  - Pobłocie Małe
- Siemyśl, parafia pw. św. Stanisława Kostki
  - Nieżyn
  - Trzynik
- Wrzosowo, parafia pw. Przemienienia Pańskiego
  - Kłopotowo

## Galeria kościołów parafialnych

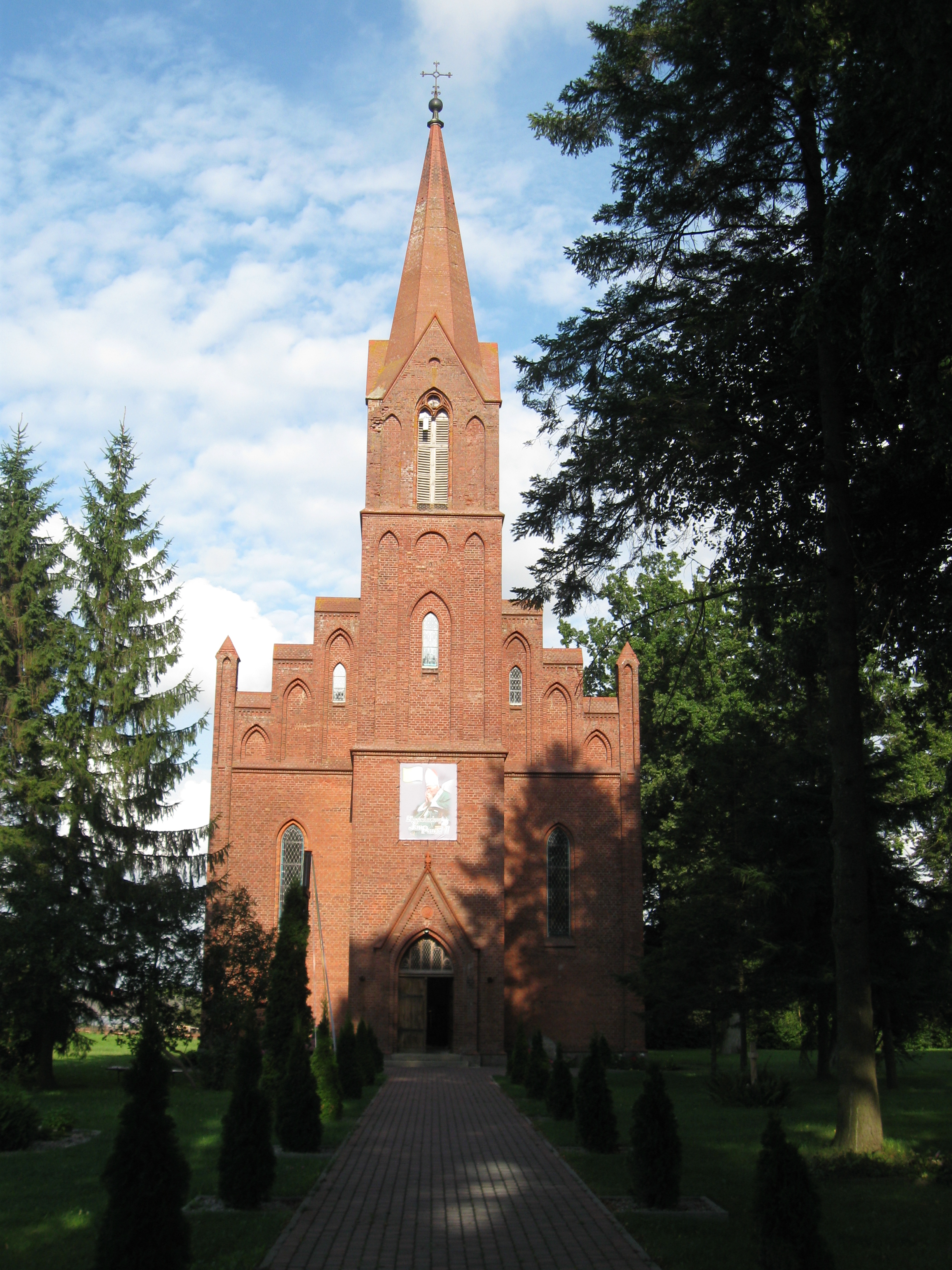
Kościół pw. św. Franciszka z Asyżu w Charzynie
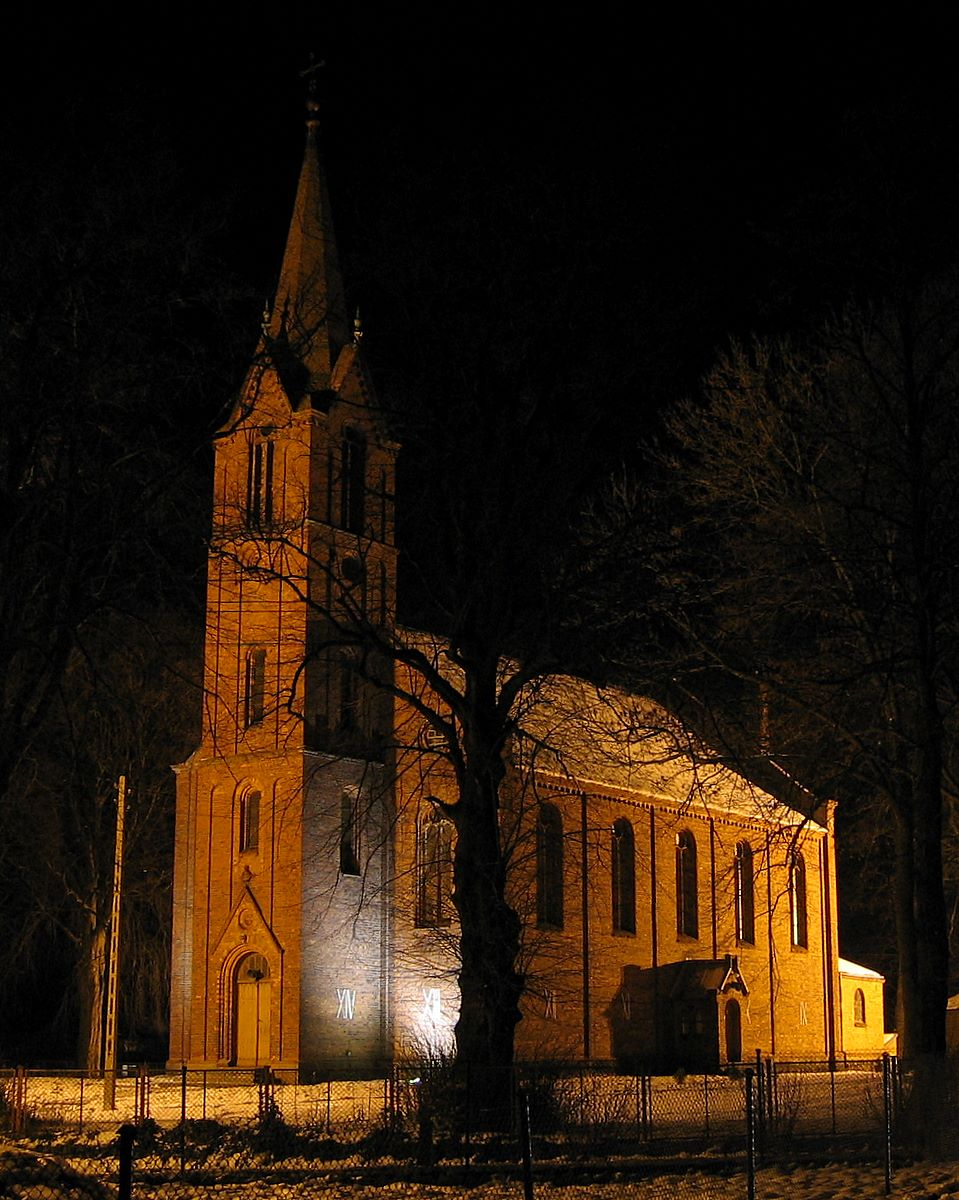
Kościół Wniebowstąpienia Pańskiego w Dygowie
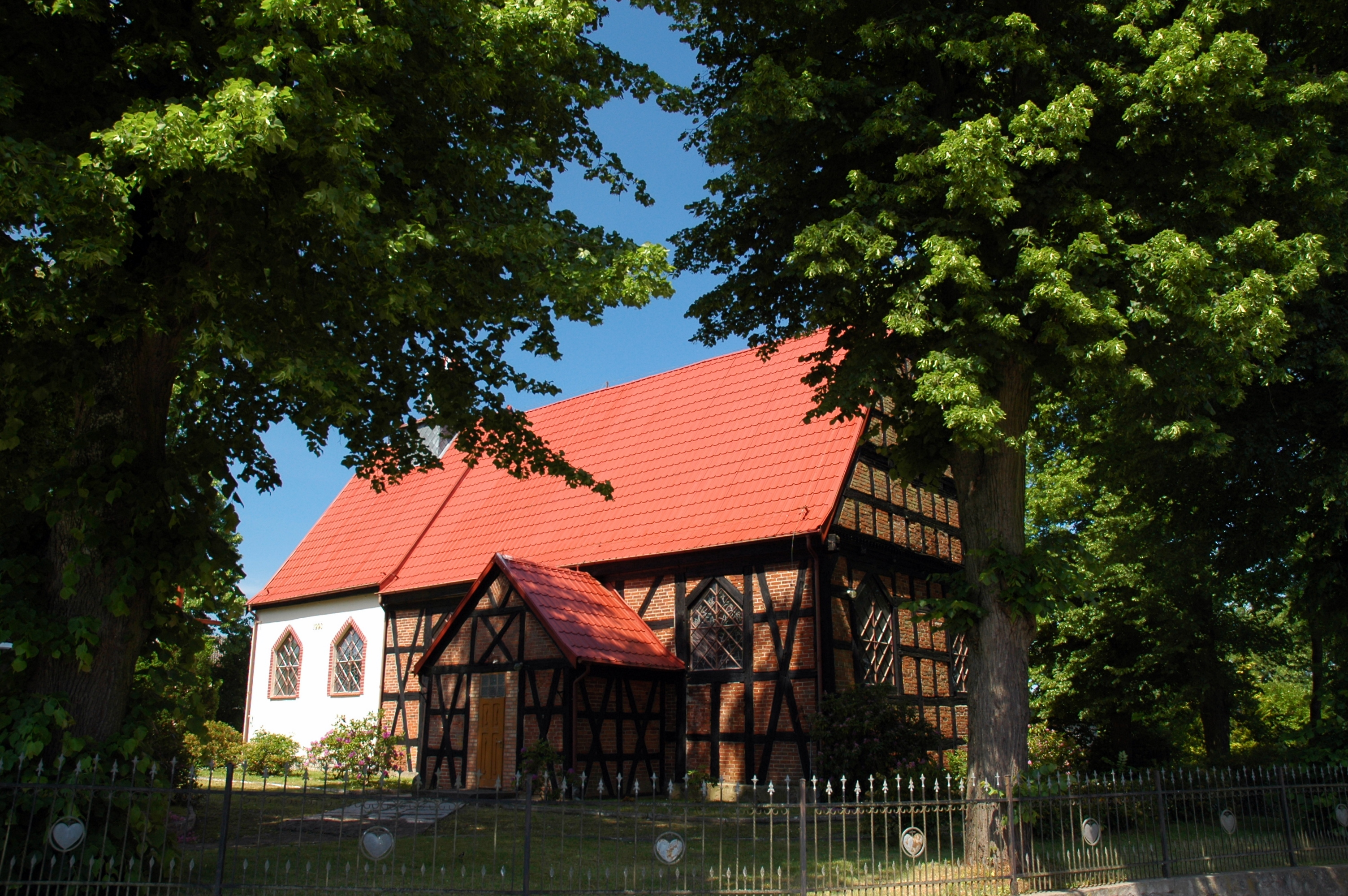
Kościół pw. Matki Boskiej Królowej Polski w Gorawinie
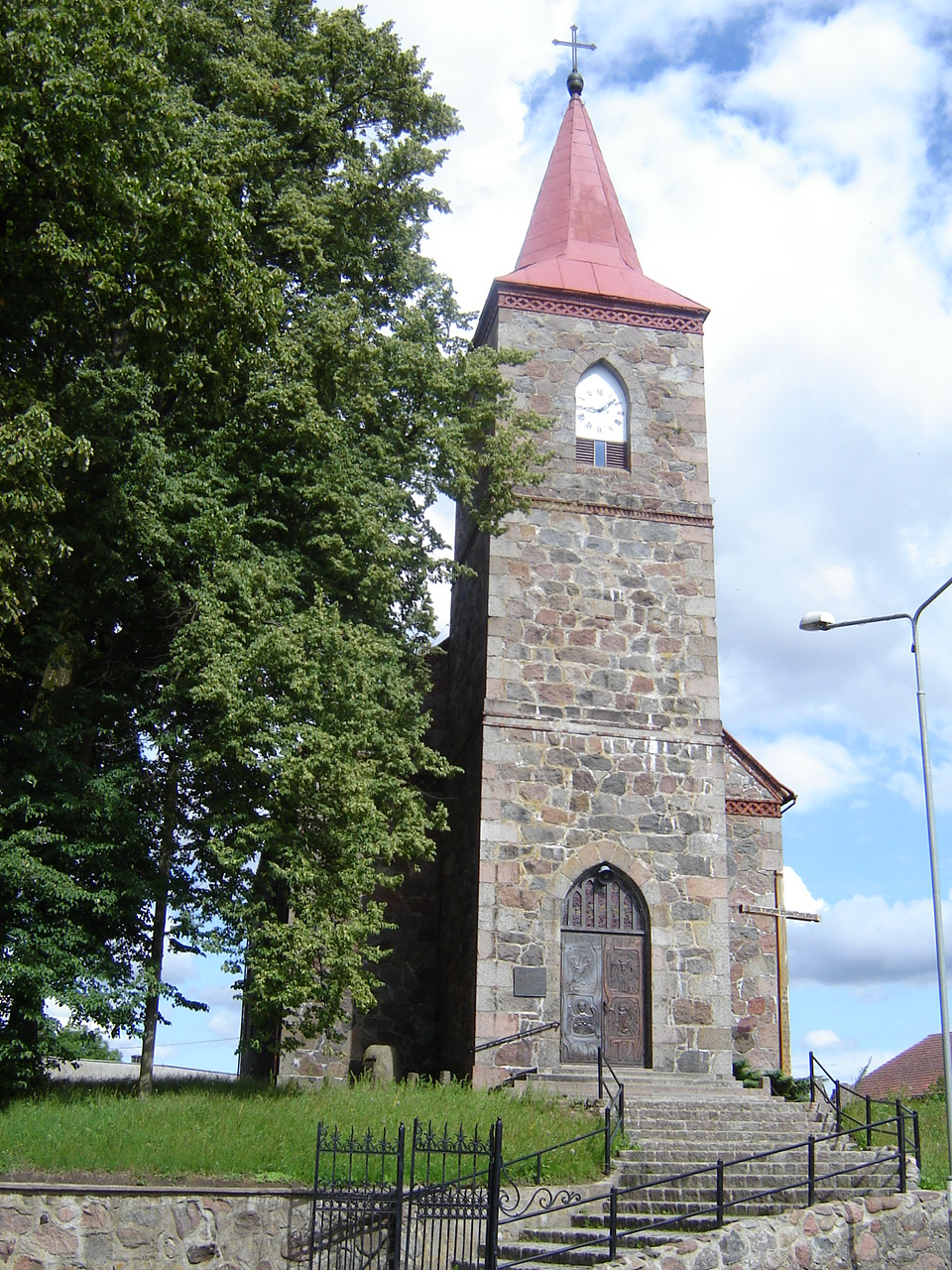
Kościół pw. Andrzeja Boboli w Gościnie
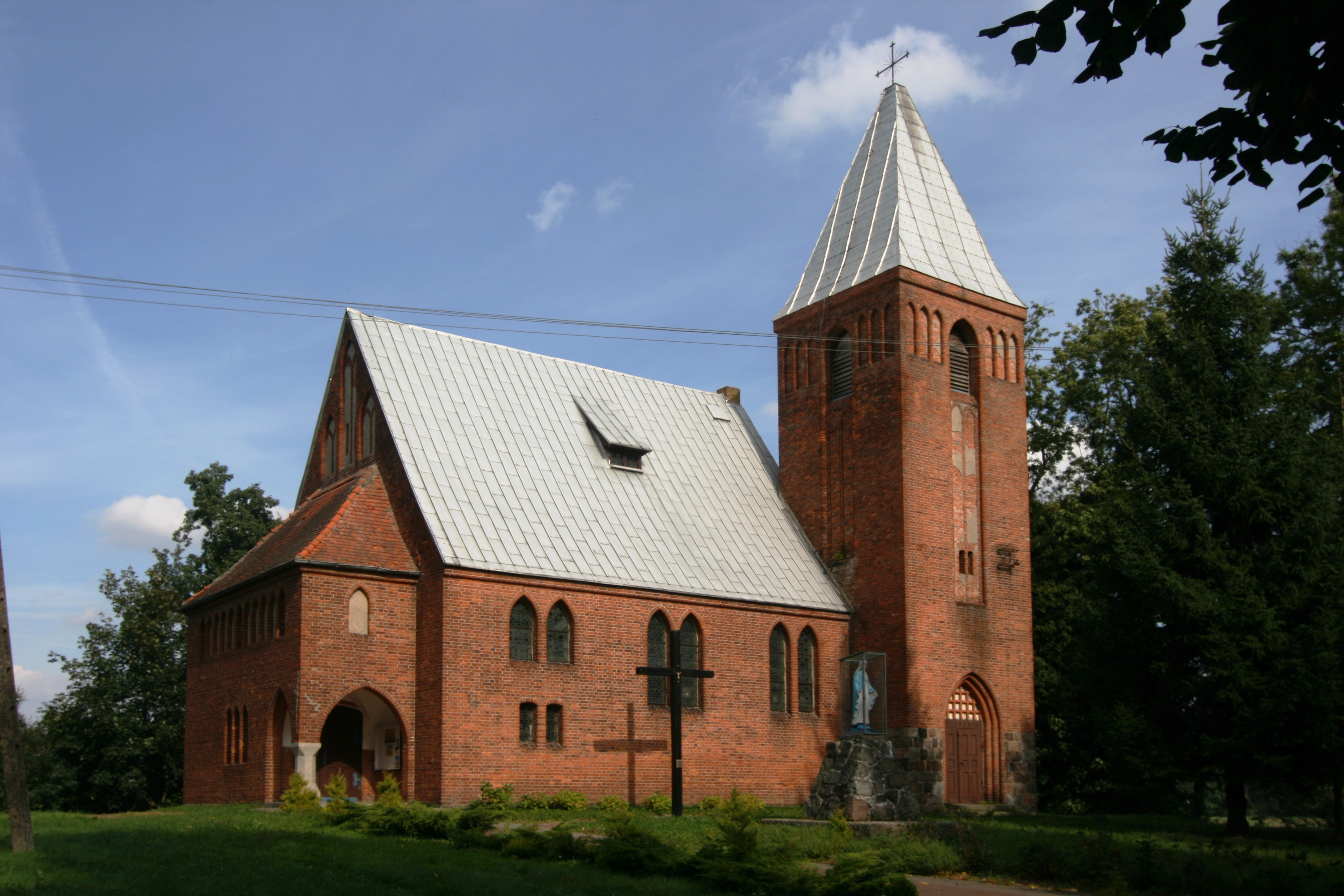
Kościół pw. św. Kazimierza w Karwinie
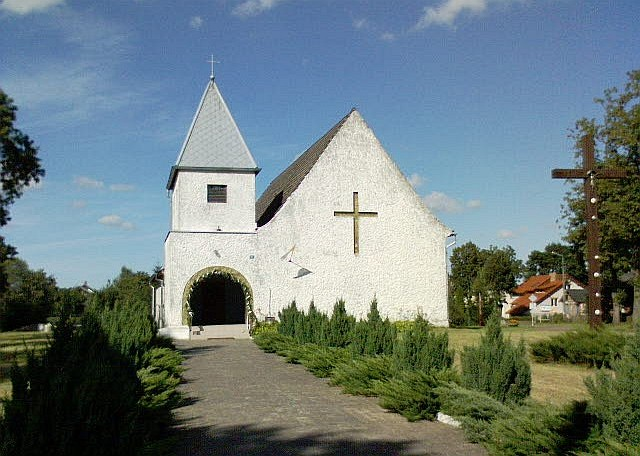
Kościół pw. św. św. Piotra i Pawła, Apostołów w Robuniu
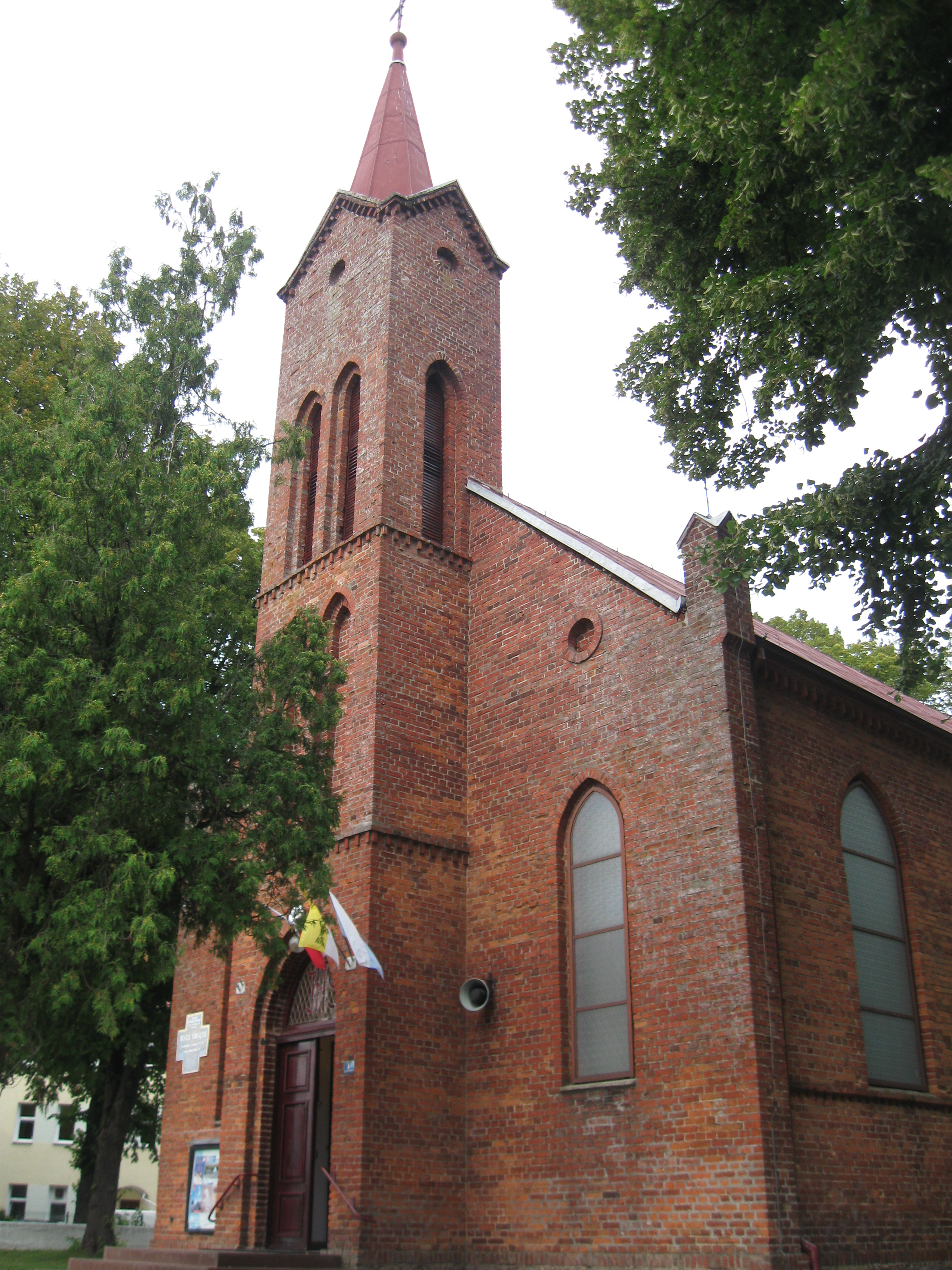
Kościół pw. św. Stanisława Kostki w Siemyślu
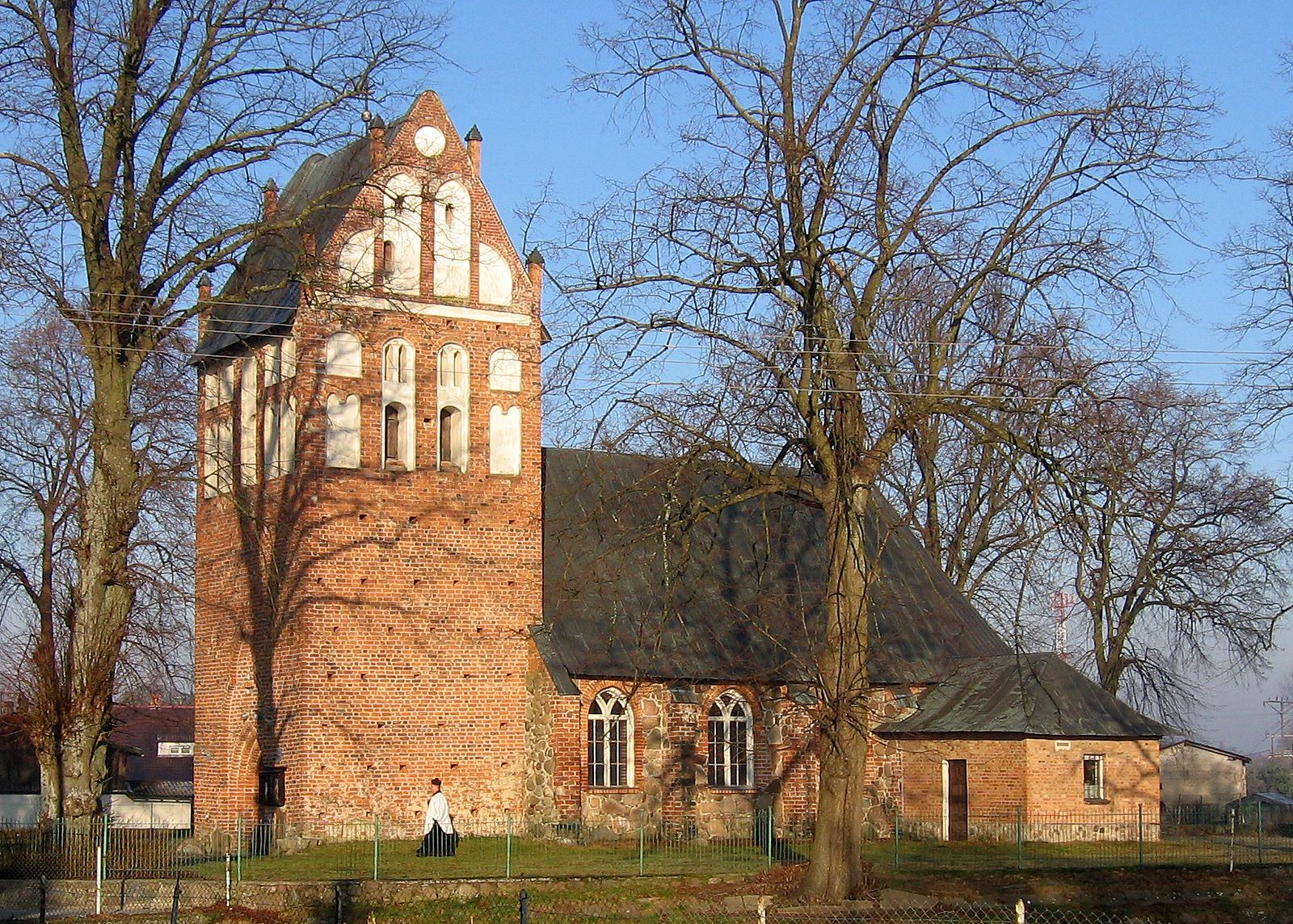
Kościół pw. Przemienienia Pańskiego we Wrzosowie